# 尾崎睦 (実業家)
尾崎 睦（おざき むつみ、1932年8月5日 - 2008年12月9日）は、国際港運連盟会長。株式会社上組代表取締役会長兼CEOなどの要職を歴任した人物。

## 人物
兵庫県たつの市に生まれ、同志社大学商学部卒業。日本の港湾行政の実力者として活躍。
2002年ベルギーのアントウェルペンで開催された国際港運連盟第6回総会で会長に選出された。
ほかに、社団法人日本港運協会会長、社団法人国際港湾貨物物流協会会長、財団法人港湾近代化促進協議会会長、財団法人港湾運送近代化基金理事、社団法人日本港湾福利厚生協会顧問、財団法人港湾労働安定協会顧問、兵庫県港湾協会会長、財団法人神戸港湾福利厚生協会理事長、神戸商工会議所海運港湾部会長、兵庫県港運協会最高顧問、財団法人海上保安協会非常勤理事、財団法人日本海事広報協会非常勤理事などの要職を歴任し、日本の港湾行政の発達に大きな役割を果たした。